# Platensina acrostacta
Platensina acrostacta es una especie de insecto del género Platensina de la familia Tephritidae del orden Diptera.

## Historia
Christian Rudolph Wilhelm Wiedemann la describió científicamente por primera vez en el año 1824.